# Tim Pawlenty
Timothy James "Tim" Pawlenty (* 27. listopadu 1960) je americký republikánský politik, bývalý guvernér státu Minnesota. Guvernérem byl zvolen v roce 2002 a svůj mandát obhájil v roce 2006. V roce 2010 již nekandidoval. V roce 2011 ohlásil kandidaturu v republikánských primárkách pro prezidentské volby v roce 2012, ale již v srpnu 2011 ji, ještě před začátkem primárek, vzdal.